# Albert Focke
Albert Wilhelm Focke (* 18. Mai 1947 in Billerbeck; † 5. Juni 2014 in Vechta) war ein deutscher Politiker (CDU).

## Leben
Albert Focke besuchte zunächst eine katholische Volksschule, ehe er 1958 auf das Gymnasium wechselte, wo er 1967 das Abitur erreichte. 1968 begann er ein Studium der Rechtswissenschaften in Marburg. Er war Mitglied der Studentenverbindung ATV Marburg im ATB. 1975 legte er in Hamm das erste, 1977 in Wiesbaden das zweite juristische Staatsexamen ab. Anschließend arbeitete er bei der Gemeinde Waldbrunn, ehe er Referent des Hochheimer Bürgermeisters Gottfried Gensch wurde. 1978 trat er in die CDU ein. 1982 zog er ins Oldenburger Münsterland, wo er Dezernent für Rechts-, Ordnungs- und Sozialwesen der Stadt Cloppenburg wurde. Von 1984 bis 1989 war er dort stellvertretender Stadtdirektor. Er war von 1989 bis 1998 Kreisdirektor, ab 1998 Oberkreisdirektor und von 2001 bis zu seinem Tod 2014 Landrat des Landkreises Vechta. Bei der Wahl 2001 erreichte er 61,70 %. 2006 wurde er mit 68,18 % wiedergewählt. 2013 erkrankte Focke an Krebs, woran er 2014 verstarb.